# 桑荊初
桑荊初（16世紀—16世紀），貴州都司永寧衛人，明朝政治人物。

## 生平
桑荊初是嘉靖十六年舉人、巫山知縣桑育賢之子，個性剛毅，能傳承父親家學，才識卓著，兄長桑橘初是嘉靖三十七年（1558年）戊午科貴州鄉試第二名舉人，他是同榜第十七名舉人，授南召教諭，陞姚州知州，萬曆年間陞鶴慶知府，任內鋤強扶良，振興文學，陞刑部郎中。

## 引用
1. 1 2  光緒《敘永永寧廳縣合志·卷二十六·人物志一》：桑荊初，嘉靖戊午科（舉人），與兄橘初同榜舉人，父育賢以丁酉鄉薦官巫山知縣，廉明和靜有政聲。荊初傳承家學，才識卓著，歷官雲南姚州知州，萬厯間補鶴慶府知府，剛果嚴密，鋤暴扶良，興學之功尤著。 見《通志》
2. ↑  光緒《敘永永寧廳縣合志·卷三十一·人物志六》：舉人表……（嘉靖）乙卯科【戊午科】……桑荊初 育賢子 姚州知州 一作楚雄知府
3. ↑  嘉慶《南陽府志·卷四·官師志上》：南召縣……教諭 桑荊初 舉人
4. ↑  光緒《鶴慶州志·卷二十一·名宦》：桑荊初 （貴州）永寧＜今四川敘永＞舉人，萬厯間任知府，性剛果，鋤暴扶良，興學之功尤著。
5. ↑  《欽定古今圖書集成·明倫彙編·氏族典·第三百五卷》：桑荊初 按《萬姓統譜》：「荊初，萬曆間刑部郎中，貴州人。」